# 地板

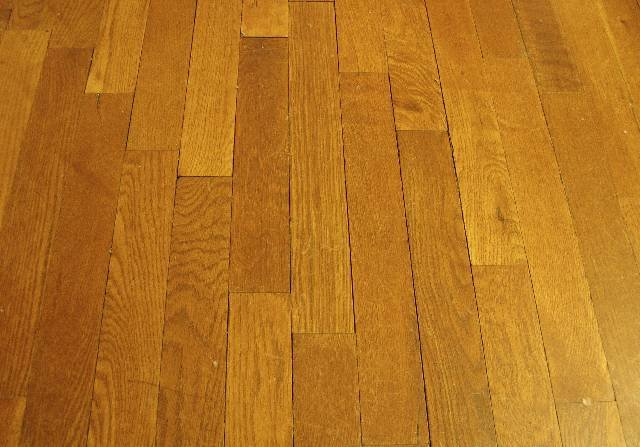
木地板

地板原指鋪在地面的木板、地磚或塑膠板，因翻譯名詞後泛指地面、底部、基底等。地板可以指山洞泥的表面，或採用現代技術的多層次表面。地板的材質可能是石、木、竹、金屬或任何可負載重量的材料。
地板通常由底層地板和地板覆蓋物組成。底層地板承托重物，而地板覆蓋物使行走的表面更好。在現代建築中，底層地板內置經常有電氣線路，管道和其他裝置。

## 特殊地板構造
- 陽台：該建築物所延伸出來的平台。
- 浮動式地板（英语：Floating floor）：普遍減少噪音及防震。
- 透明地板（英语：Glass floor）：可看見地板底下的景色。[1]

## 常見地板材料
人造石、瓷磚、木地板、塑膠地板、塑膠地磚